# Gwardia Wrocław
Gwardia Wrocław är en sportklubb från Wrocław, Polen. Klubben grundades 1945. Ursprungligen bestod den enbart av ett fotbollslag, men senare har klubben utvidgat verksamheten till flera sporter. 
Volleybollsektionen har varit mest framgångsrik. Den grundades 1948. Herrlaget har blivit polska mästare tre gånger (1979/1980, 1980/1981 och 1981/1982) och kom trea i europacupen 1981. Sedan slutet av säsongen 2018/2019 är herrlaget en separat enhet. Damlaget har som bäst blivit tvåa i högsta serien, vilket de blev 2014 och nått final i polska cupen, vilket de gjort tre gånger (1961, 2003 och 2004). Volleybollagem har under åren spelat under flera olika namn, sedan 2020 spelar herrlaget under namnet eWinner Gwardia Wrocław och sedan 2018 spelar damlaget under namnet #VolleyWrocław. Herrlaget i basket var tämligen framgångsrikt med 21 säsonger i högstaserien, med fyra andraplatser som bäst. Laget slogs 1994 samman med Górnik Wałbrzych. Fotbollssektionen har aldrig spelat i de allra högsta serierna. Däremot spelade Jan Tomaszewski med klubben i början av sin karriär.